# Aral AG
Aral es una marca de combustibles de automoción y estaciones de servicio, presente en los mercados de Alemania y Luxemburgo, aunque anteriormente ofrecía sus productos a casi todos los países del Centro de Europa y de Europa Occidental. La compañía que está tras la marca, Aral AG (Anteriormente conocida como Veba Öl AG), forma parte de BP, pero fue fundada hacia 1898 como Westdeutsche Benzol-Verkaufs-Vereinigung GmbH. La marca Aral fue introducida hacia 1924 y es una composición de las palabras alemanas "Aromaten" y "Aliphaten", haciendo referencia a los componentes aromáticos y alifáticos que se encuentran en la gasolina, respectivamente.
El 15 de julio de 2001, se acordó que el 51% de las acciones de la empresa Veba Öl AG serían adquiridas por Deutsche BP AG. La adquisición se completó el 1 de febrero de 2002. Todavía se usa el nombre comercial Aral, y casi todas las estaciones de servicio de BP han sido renombradas en Alemania. De todas formas, en Polonia y Austria las antiguas gasolineras fueron renombradas como BP, y en otros mercados se vendió la cadena. El eslogan de la empresa es "Alles super".